# Кох (боротьба)

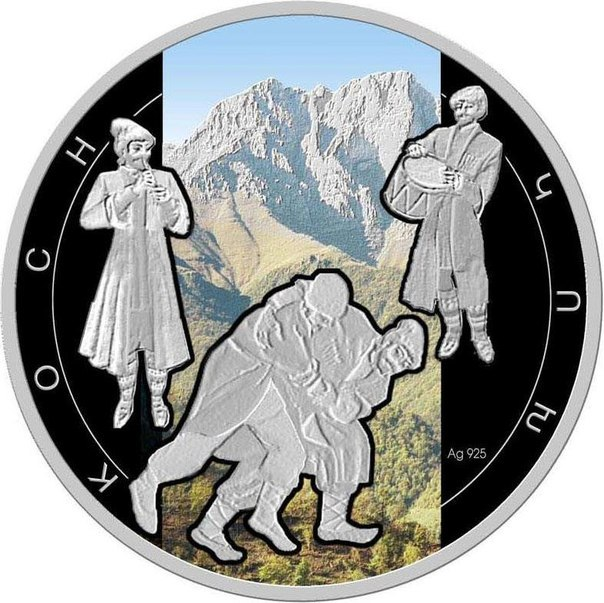
Вірменія 2012, монета в 1000 драм із срібла ."Борці Коха"

Кох (вірм. Կոխ) — вірменська національна боротьба. Один з найдавніших і найпопулярніших видів національної боротьби. Має кілька різновидів (лорійський кох, ширакський кох).
Президентом Національної федерації Коха Вірменії є Арман Седракян.

## Екіпірування
Костюм — національний одяг, але борці, як правило, носять спеціальний халат — чоху з м'яким поясом.

## Правила

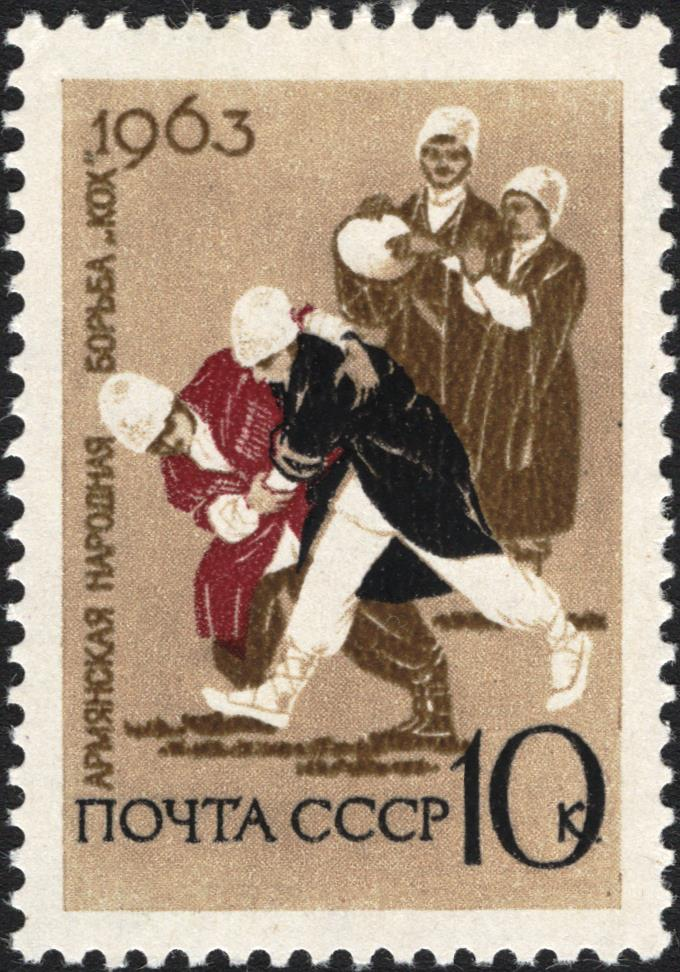
Марка СРСР із зображенням борців «коха»

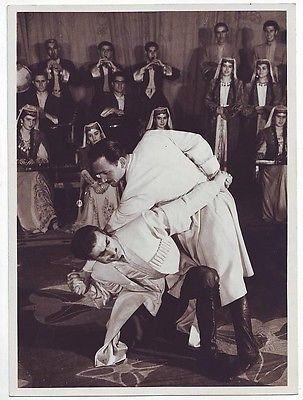
Державний ансамбль Вірменії,1970 рік. На фото танець, що виконується під час боротьби Кох.

Переможець повинен кинути супротивника спиною на килим, не дотискуючи і не повертаючи його, або виштовхнути за поле бою. Захоплення виконуються за пояс і вище пояса за чоху. Дозволяються кидки. Час сутички не обмежений, але зазвичай боротьба триває не більше 5-10 хв. Сутичка починається з танцю-розминки, який триває не менше половини хвилини. За правилами боротьби, в тому випадку, якщо борець домігся ефективного і явного виграшу, на вимогу глядачів, суддів і учасників він виконує переможний танець.

## Види
Лорійський кох. Різновид вірменської національної боротьби кох. У сутичці забороняються захоплення нижче пояса, дозволяються дії ногами. Мета боротьби — кинути супротивника спиною на килим. Борці виступають в одязі спеціального крою (чоха), що є варіантом черкески, обов'язковим елементом є пояс. Розминка і сутичка проводяться під акомпанемент національної музики.
Ширакський кох. Різновид вірменської національної боротьби кох. Борці одягнені в шаровари, оголені до пояса. Дозволені захоплення за ноги і шаровари. Мета боротьби — кинути супротивника спиною на килим (землю). Боротьба супроводжується спеціальною національною музикою. Перед початком сутички проводиться розминка у вигляді танцю з музичним супроводом.

## Історія
У коха стародавня історія — як мінімум, понад півтори тисячі років. Згадки про нього зустрічаються в стародавніх перських рукописах. Перси познайомилися з кохом, проходячи через Вірменію. Про нього також писав в середніх століттях французький дослідник Анрі Шарден. Сцени боротьби можна побачити на стінах церкви на острові Ахтамар.
У давнину змагалися з коху зазвичай відбувалися під час святкових урочистостей, весіль. З боку нареченого і нареченої виходили борці. Перед початком бою суперники здійснювали ритуальний танець. Той, кому вдавалося зробити «кох», тобто кинути суперника під себе, повинен був коліном притиснути супротивника до землі, зафіксувавши свій успіх. Після цього виконувався спеціальний танець переможця. Національна музика завжди була невіддільною частиною коха.

## Відомі представники
- Малхасян, Мартін Юрійович (1976) — Чемпіон світу Mix Fight M-1 (1999, 2000), чемпіон світу з валетудо, чемпіон світу з бойового самбо